# Justicia irumuensis
Justicia irumuensis är en akantusväxtart som först beskrevs av Gustav Lindau, och fick sitt nu gällande namn av P. Bamps och D. Champluvier. Justicia irumuensis ingår i släktet Justicia och familjen akantusväxter. Inga underarter finns listade i Catalogue of Life.